# Drumul de întoarcere
Drumul de întoarcere (în engleză The Way Back) este un film anti-comunist din 2010 despre un grup de prizonieri care evadează dintr-un lagăr al Gulagului Siberian în timpul celui de-Al Doilea Război Mondial. Filmul este regizat de Peter Weir după un scenariu scris de Weir, împreună cu Keith Clarke, inspirat de The Long Walk (1955), o carte a lui Sławomir Rawicz, un prizonier de război polonez din Gulagul sovietic. Rolurile principale sunt interpretate de Jim Sturgess (Janusz), Colin Farrell (Valka), Ed Harris (domnul Smith), Saoirse Ronan (Irena), Alexandru Potocean (Tomasz), Sebastian Urzendowsky (Kazik), Gustaf Skarsgard (Voss), Dragoș Bucur (Zoran) și Mark Strong (Khabarov). Filmul a fost nominalizat la Premiul Oscar pentru cel mai bun machiaj.

## Rezumat
În timpul celui de-al doilea război mondial, Janusz Wieszczek (Jim Sturgess), un tânăr ofițer polonez deținut de sovietici ca prizonier de război, este interogat de către NKVD. Atunci când sovieticii nu îl pot forța să recunoască faptul că este spion, ei îi arestează soția și o torturează, smulgând de la ea o declarație pe baza căreia să-l condamne pe Janusz. Ca urmare, el este condamnat la 20 de ani de muncă silnică într-unul din lagărele de muncă forțată ale Gulagului siberian.
În lagăr, Janusz îi cunoaște pe dl. Smith (Ed Harris), un inginer american, Khabarov (Mark Strong), un actor rus, Valka (Colin Farrell), un criminal rus dur, Tomasz (Alexandru Potocean), un artist polonez, Voss (Gustaf Skarsgård), un preot leton, Kazik (Sebastian Urzendowsky), un polonez care suferă de orbire de noapte, și Zoran (Dragoș Bucur), un contabil iugoslav. Khabarov îi spune în secret lui Janusz că intenționează să evadeze și să fugă înspre sud, până în Mongolia, traversând Lacul Baikal. Dl. Smith îl previne pe Janusz că aceasta este doar una din fanteziile lui Khabarov pentru a-și păstra intactă sănătatea psihică, dar Janusz decide să pună planul în aplicare. El fuge cu dl. Smith, Valka, Voss, Tomasz, Zoran și Kazik în timpul unui viscol puternic care le-a acoperit urmele.
În a doua noapte de după fuga lor, Kazik moarte înghețat după ce a rătăcit drumul în timp ce căuta lemn de foc, fiind îngropat mai târziu de ceilalți fugari. După mai multe zile de călătorie prin zăpezile din Siberia, grupul ajunge la Lacul Baikal. Ei o întâlnesc acolo pe Irena (Saoirse Ronan), o tânără poloneză, care le spune că părinții ei au fost uciși de soldații ruși la o fermă colectivă de lângă Varșovia. Dl. Smith își dă seama că povestea ei este o minciună deoarece Varșovia era ocupată de germani și nu de ruși și că ea este fiica unor comuniști polonezi, dar este de acord ca grupul să o ia cu el.
Atunci când grupul ajunge la granița nepăzită dintre URSS și Mongolia, Valka decide să rămână, deoarece el consideră că Rusia este țara lui, iar Iosif Stalin este pentru el un erou. Restul grupului își continuă drumul spre Ulan Bator, dar în curând fugarii vor vedea pe drum imagini ale lui Stalin și o stea roșie. Janusz își dă seama că Mongolia se află sub control comunist și le spune membrilor grupului că India este cel mai apropiat refugiu pentru ei. Pe măsură ce fugarii își continuă drumul spre sud, prin deșertul Gobi, ei suferă de lipsă de apă, furtuni de nisip, insolație și lipsă de hrană, devenind din ce în ce mai slăbiți. Irena se prăbușește de mai multe ori și în curând moare. Câteva zile mai târziu, Tomasz se prăbușește și moare. Dl. Smith este pe punctul de a muri și el, dar, după ce a fost motivat de Janusz, Zoran și Voss, decide să se alăture din nou grupului; într-un final, cei patru găsesc un izvor de apă și evită astfel să moară din cauza deshidratării.
Ei reușesc să ajungă în munții Himalaya, toți patru în stare avansată de extenuare, și sunt salvați de un călugăr tibetan care îi duce la o mănăstire budistă, unde își recapătă puterile. Dl. Smith decide să meargă la Lhasa, unde una dintre persoanele de contact ale Armatei americane îl va ajuta să se întoarcă în America. Ceilalți trei își continuă drumul prin Himalaya și ajung în curând în India.
La sfârșitul filmului, ultimii trei fugari se despart: Zoran și Voss rămân în India, iar Janusz continuă să călătorească prin întreaga lume până în 1989, când regimul comunist din Polonia este răsturnat. Scena finală a filmului îl prezintă pe Janusz revenind la casa lui după 50 de ani și reîntâlnindu-și soția.

## Distribuție
- Jim Sturgess - Janusz Wieszczek, un tânăr deținut polonez luat prizonier de război în timpul invaziei sovietică din Polonia
- Colin Farrell - Valka, un deținut rus dur.
- Ed Harris - dl. Smith, deținut american.
- Saoirse Ronan - Irena Jilinska, o adolescentă poloneză orfană care în fuga sa din Rusia Sovietică se întâlnește cu ceilalți fugari lângă Lacul Baikal.
- Mark Strong - Khabarov, actor sovietic
- Dragoș Bucur - Zoran, contabil iugoslav venit cu afaceri în URSS
- Gustaf Skarsgård - Voss, preot leton
- Alexandru Potocean - Tomasz Horodinski, patiser polonez cu ambiții artistice
- Sebastian Urzendowsky - Kazik, un fugar polonez care suferă de orbire de noapte

## Producție

### Filmări
Filmările au avut loc în Bulgaria, Maroc și India.

## Fapte reale
Filmul este vag inspirat din The Long Walk, o carte scrisă de  Sławomir Rawicz, prezentând pretinsa lui evadare dintr-un lagăr siberian și drumul său ulterior de 4000 de mile spre libertate până în India. Foarte populară, cartea a fost vândută în peste 500.000 de exemplare și s-a afirmat că i-a inspirat pe mulți exploratori. În 2006, BBC a scos la iveală mărturii (inclusiv unele scrise de însuși Rawicz) care au arătat că el nu a evadat din Gulag, ci a fost eliberat de către URSS în anul 1942. În mai 2009, Witold Gliński, un veteran polonez al celui de-al doilea război mondial care trăia în Marea Britanie, a pretins că povestea lui Rawicz a fost adevărată, dar a fost de fapt o relatare a faptelor care i s-au petrecut lui și nu lui Rawicz. Afirmația lui Glinski a fost pusă serios sub semnul întrebării. În plus, în 1942 s-a spus că un grup de fugari din Gulagul siberian a ajuns în India. Totuși, și această afirmație este considerată dubioasă. Deși regizorul Peter Weir a continuat să pretindă că așa-numitul drum pe jos a avut loc, el descrie acum Drumul de întoarcere ca „în esență, un film de ficțiune”.
Indiferent dacă acest special „drum lung” a avut într-adevăr loc, alți polonezi au efectuat călătorii dificile în timpul celui de-al doilea război mondial pentru a fugi din Uniunea Sovietică. Relatări ale evadării lor pot fi găsite în arhivele Institutului Polonez și ale Muzeului Sikorski din Londra (Anglia), și la Institutul Hoover de la Universitatea Stanford din California. De asemenea, mai multe autobiografii relativ verificabile și credibile ale fugarilor au fost publicate în limba engleză, de exemplu în Shallow Graves in Siberia al lui Michael Krupa.

## Recepție
Drumul de întoarcere a beneficiat în general de recenzii pozitive. Situl Rotten Tomatoes a raportat că 75% dintre critici au făcut filmului un comentariu pozitiv bazat pe 93 opinii, cu un scor mediu de 6.8/10. Consensul critic este următorul: „Nu este la fel de emoționant cum ar trebui să fie, dar povestea lui Peter Weir are o ambiție incisivă și interpretări puternice pentru a realiza un spectacol vizual mare”. Revista Empire a acordat filmului trei stele din cinci și a menționat: „Este bine, dar de la acest regizor am ajuns să ne așteptăm la lucruri mărețe”. The Guardian a acordat trei stele din cinci și a afirmat: „Weir a realizat un film bun - ciudat, deși, având în vedere amploarea acestuia, se simte mai degrabă ca unul destul de mic”. The Telegraph a numit acest film „o călătorie care pare îngrozitoare, eroică și impenetrabilă - și una pe care veți dori să o vedeți din nou”. Recenziile critice ale acestui film s-au înmulțit atunci când a ieșit la lumină faptul că autorul cărții din care s-a inspirat filmul a beneficiat de amnistia generală din 1942, și, prin urmare, evenimentele din roman, și autenticitatea lor, a fost pusă în discuție